# Wiedemannsche Druckerei
Die Wiedemannsche Druckerei AG ist eine Druckerei, die seit 1673 im thüringischen Saalfeld beheimatet ist.

## Geschichte

### 17. Jahrhundert
Die Druckerei wurde 1673 durch Johann Ritter († 1714) in der Brudergasse 12 als erste Saalfelder Druckerei gegründet.
Am 27. Mai 1687 wurde Ritter zum Hofbuchdrucker ernannt und erhielt ein Druckmonopol für das Herzogtum Sachsen-Saalfeld. In der herzoglichen Verleihungsurkunde wird er als Hofbuchdrucker bezeichnet und ihm das Privileg zugestanden,

„dass alles dasjenige, was in Unserer Fürstlichen Landesportion Geist- und weltlichen Standes an Tractaten, Caminibus (Gedichten), Predigten Calendern und dgl. zum Drucke wollte bringen lassen, in solche unsere Hofbuchdruckerei zu ihm gebracht werden möchte.“

### 18. Jahrhundert
1710 wurde das Privileg auf den Schwiegersohn Ritters, Johann Samuel Müller aus Saalfeld, übertragen. Nach Ritters Tod 1714 übernahm Gottfried Böhmer († 1743) aus Rudolstadt den Betrieb. In der Verleihungsurkunde heißt es, dass Böhmer erlaubt wird,

„allerhand geist- und weltliche Tractate, Schriften und Bücher, wie die Namen haben mögen, sowohl vor Ausländische als Inländische zu drucken, jedoch dass solche der geistlichen Lehre gemäß und nichts wieder Gottes Wort und Ehre, oder die Hohe Obrigkeit in sich halten oder zu jemandes Beschimpfung und Verkleinerung gereichen, dahero unser Hofbuchdrucker, die ihm zu drucken übergebenen Materie vorher denen zur Censur verordneten Persohnen vorzuzeigen und deren approbation (Billigung) zu gewarten hat.“

1743 erfolgte die Übernahme durch Johann Christian Otto Wiedemann, den Schwiegersohn Gottfried Böhmers, 1774 durch Johann Michael Gottfried Wiedemann (1774–1810), 1810 durch Johann Friedrich Christian Wiedemann (1810–1841), 1841 durch Johann Wilhelm Anton Wiedemann (1841–1873), 1873 durch den Schwiegersohn Albert Müller (1845–1895).

### 19. Jahrhundert
1880 erfolgte die Verlegung in einen Fabrikneubau in der Georg-(Kelz-)straße 22. Der Anteil von einbrennbaren Buntdrucken wurde gesteigert.
1893 wurde die Fabrik zerstört. Sie brannte bis auf ein Gebäude nieder, das das Anwesen im Südosten abschloss und die Photographische Abteilung enthielt. Der ganze Maschinenpark, die Schriften, Papiervorräte sowie ein großes Lager von Lithographiesteinen wurden vernichtet. Der Brandschaden betrug rund 500.000 Mark, für damalige Zeiten eine ganz besonders hohe Summe. Die Fabrik wurde nach dem Brand wiederaufgebaut.
Ab 1895 führten die Söhne Max, Paul und Fritz Müller das Geschäft weiter.

### 20. Jahrhundert
Am 1. April 1910 wurde die Lithografische Anstalt Schlick & Schmidt angegliedert, die nach Erbbauauseinandersetzungen an die Wiedemannsche Hofbuchdruckerei verkauft wurde.
1913 erfolgte der Konkurs und die Übernahme durch den jüdischen Kaufmann Dr. Leo Gutmann. Er gründete eine Auffanggesellschaft als Aktiengesellschaft, deren Hauptaktionär Gutmann selbst war.
Von 1919 bis 1921 druckte Wiedemann das Saalfelder Not- und Inflationsgeld sowie das anderer Städte, beispielsweise von Kirchhain.
Von 1922 bis 1925 erfolgte die Vergrößerung des Betriebes mit Schwerpunkt Lithographie mit folgendem Resultat:
- 221 Mitarbeiter, 6 Steindruckschnellpressen, 14 Steindruckhandpressen, 10 Hilfsmaschinen
- Druck von Briefmarken, Lebensmittelkarten, Saalfelder Notgeld
- Bau eines neuen Papierlagers.

Von 1927 bis 1933 führten neue wirtschaftliche Probleme zur zeitweiligen Stilllegung und Entlassung von 134 Mitarbeitern. Hermann Diemert (* 1892 in Oberhochstadt/Pfalz) wurde 1928 neuer Direktor.
Nach der NS-Machtergreifung 1933 musste der bisherige Eigentümer Leo Gutmann den Betrieb schrittweise aufgeben. Direktor Hermann Diemert übernahm zuerst 30 %, später 100 % des Aktienbestandes. Leo Gutmann verließ Deutschland 1933.
Von 1935 bis 1937 musste die Druckerei ihre Zahlungen wiederum einstellen. Es folgte wiederholter Konkurs und die teilweise Stilllegung des Betriebes. Nur noch wenig Druckarbeiten werden ausgeführt, stattdessen erfolgt die Herstellung von Samentüten für Gemüse- und Blumenzüchtereien.
Von 1939 bis 1946 wurde das Firmengelände an die Schuhfabrik Emil Neuffer in Pirmasens verpachtet. Verhandlungen über eine Verpachtung liefen auch mit der AEG. Hermann Diemert stand unter Gestapo-Beobachtung.
Im Dezember 1945 wurde Diemert enteignet, blieb jedoch noch Betriebsleiter. Auf dem Firmengelände entstand eine Wäscherei, anfänglich für die Rote Armee. Der Betrieb wurde später in eine KG umgewandelt. Weiterhin gab es kaum Druckaufträge.
1949 ging Hermann Diemert in den Westen.
Als Werk III wurde der Betrieb 1951 Teil des VEB Vereinigte Abziehbilderwerke Leipzig, Nerchau, Saalfeld bezeichnet. 1967 wurde es umbenannt in VEB Technodruck. Der Name Wiedemann verschwand. Das Unternehmen stellte im Steindruck Abziehbilder her (täglich bis zu 40.000 Bogen). Buch- und Offsetdruck wurden an den VEB Ernst Thälmann in Saalfeld abgegeben. Ende der 1950er Jahre waren acht Steindruckmaschinen vorhanden. Das Unternehmen spezialisierte sich auf keramischen Buntdruck für die Porzellanindustrie. Betriebsleiter waren Erich Gräßel (1949–1975), Hans Scheidig (1975–1980) und Norbert Frank (1980–1990).
Nach Auflösung der Holdhoff & Co. im Jahre 1952 wurden deren Personal und Aufträge übernommen.
Ab 1971 erfolgte die Umstellung auf Siebdruck mit zuletzt vier Maschinen mit Trockenkanal (Westtechnik). Der Betrieb hatte 62 Beschäftigte, davon 70 % Frauen. Die alten Shed-Dächer der Maschinenhalle wurden entfernt.
Um 1975 wurde Technodruck dem Kombinat Feinkeramik Kahla angegliedert.
In der Nacht zum 1. Juli 1985 wurde der Betrieb durch Brandstiftung beschädigt.

### Wendezeit und Situation bis heute
Von 1990 bis 1993 war der Betrieb Eigentum der Treuhand und wurde in eine GmbH umgewandelt. Seit 1993 ist er wieder unter dem Namen Wiedemannsche Druckerei AG tätig. Die Eigentümer wechselten mehrfach und es gab zahlreiche Entlassungen.
2000 erfolgte die Übernahme durch die Könitz Porzellan GmbH.
Im Jahr 2005 hat die Wiedemannsche Drucker AG 28 Beschäftigte, vier SPS-Druckanlagen mit Trockenkanal und eine monatliche Druckleistung von ca. 50.000 Bogen.